# Krzysztof Gordon
Krzysztof Gordon (ur. 14 lutego 1946 w Ostrowcu Świętokrzyskim) – polski aktor teatralny, filmowy i telewizyjny, reżyser.

## Życiorys
Syn Mariana. Ukończył Liceum Ogólnokształcące w Świdniku k. Lublina, następnie w 1968 Państwową Wyższą Szkołę Teatralną w Warszawie. 19 października tego roku zadebiutował w roli Laertesa w Hamlecie Williama Szekspira w reż. Kazimierza Brauna na scenie Teatru im. Juliusza Osterwy w Lublinie. W latach 1968–1970 występował na deskach lubelskiego Teatru im. Juliusza Osterwy. Od 1970 jest aktorem Teatru Wybrzeże w Gdańsku.
Występował również w Teatrze Telewizji, m.in. w spektaklach: Medytacje o życiu godziwym Tadeusza Kotarbińskiego w reż. Marka Okopińskiego (1972), Malowidło na drzewie Ingmara Bergmana w reż. Stanisława Hebanowskiego (1973), Justyna według Elizy Orzeszkowej w reż. Marka Okopińskiego (1974), Łgarz Pierre’a Corneille’a w reż. Jerzego Kreczmara (1976), Gwiazda sezonu Andrzeja Twerdochliba (1977) i Człowiek, który zmienił nazwisko Edgara Wallace’a w reż. Jerzego Afanasjewa (1977), Spowiedź Smierdiakowa Fiodora Dostojewskiego w reż. własnej (wspólnie z Andrzejem Żurowskim) (1979) oraz w Upiorach Henrika Ibsena w reż. Marcela Kochańczyka jako Oswald (1979), Grze Jerzego Żuławskiego w reż. Stanisława Hebanowskiego jako Wronicz (1980), Don Carlosie Friedricha Schillera w reż. Ryszarda Bugajskiego jako markiz Posa (1981), Fałszywej monecie Maksima Gorkiego w reż. Jacka Gąsiorowskiego jako Stogow (1982), a także w przedstawieniu Candida George’a Bernarda Shawa w reż. Marcela Kochańczyka jako pastor James Morell (1984) i Marii Stuart Juliusza Słowackiego w reż. Marka Okopińskiego jako Botwell (1991).
Był mężem aktorki Joanny Bogackiej, z którą ma syna Łukasza, artystę plastyka.

## Filmografia
- 1977: Znak orła – archidiakon zabity przez Hanysza (odc. 3)
- 1980: Zajęcia dydaktyczne – Marek Adamski, mąż Teresy
- 1985: Wkrótce nadejdą bracia – „Zegarmistrz”
- 1987: 07 zgłoś się – Henryk Moderski (odc. 21)
- 1989: Gdańsk 39 – prof. Karol Burchardt, wysoki komisarz Ligi Narodów w Gdańsku
- 1989: V.I.P. – porucznik Siwy, prowadzący śledztwo w sprawie śmierci Delekty
- 1991: Dzieci wojny
- 1993: Śliczna dziewczyna – dziennikarz
- 1994: Molly – księgarz
- 1997–2011: Klan – docent Kozicki, lekarz onkolog leczący Krystynę
- 1997: Sława i chwała (odc. 3)
- 1999: Dług – ojciec Adama
- 2001: Licencja na zaliczanie – tata
- 2002–2003: Lokatorzy –

● Albert Kozłowski, kolega Bogackiego z lat młodzieńczych (odc. 83)
● Mirosław Bogusz, sublokator Bogackich (odc. 136)
- 2002: Na dobre i na złe – Głębocki, ojciec Misi (odc. 128)
- 2002–2010: Samo życie – mecenas Paweł Hulewicz, prawnik, m.in. pełnomocnik prawowitego właściciela Cafe „Kredens”
- 2003–2005: M jak miłość – adwokat Jaroszego (odc. 187, 189 i 366)
- 2003–2011: Na Wspólnej – Dariusz Brożek, ojciec Wandy
- 2004: Mój Nikifor – Andrzej Banach
- 2004–2005: Pensjonat pod Różą –

● Mieczysław Białkowski, mąż Teresy (odc. 24)
● lekarz Janusz, przyjaciel Witolda (odc. 38 i 39)
- 2004–2011: Pierwsza miłość – Krzysztof Walicki, lekarz psychiatra, znajomy doktora Marka Żukowskiego
- 2005: Egzamin z życia – psychiatra (odc. 12)
- 2005: Pełną parą – armator
- 2006: Strajk – urzędnik
- 2007: Prawo miasta – prokurator krajowy (odc. 16)
- 2008: Twarzą w twarz – naczelnik więzienia
- 2009: Miasto z morza – ksiądz major
- 2009: Miasto z morza – ksiądz major (odc. 3)
- 2012: Prawo Agaty – Rozwadowski, adwokat Wrońskiego (odc. 7)
- 2013: Olena – komendant
- 2013: Układ zamknięty – minister
- 2014: Lekarze – mecenas Nowicki (odc. 48–49)
- 2022: Komisarz Mama – Kazimierz Grabowski
- 2022: Liczba doskonała – profesor Rosenstiel

## Odznaczenia
- Złoty Krzyż Zasługi (11 października 1996)[1]
- Srebrny Krzyż Zasługi (1983)
- Brązowy Krzyż Zasługi (1978)
- Złoty Medal „Zasłużony Kulturze Gloria Artis” (17 listopada 2016)[3]
- Srebrny Medal „Zasłużony Kulturze Gloria Artis” (30 czerwca 2009)[3]
- Medal 25-lecia Solidarności (2005)

## Nagrody i wyróżnienia
- Nagroda dla młodego aktora na XIII Festiwalu Teatrów Polski Północnej w Toruniu za rolę Juliana w Maleńkiej Alicji Edwarda Albee’ego w Teatrze Wybrzeże w Gdańsku (1971)
- Nagroda im. Iwo Galla (1972, 1973, 1975)
- Wyróżnienie na XXX Festiwalu Teatrów Polski Północnej w Toruniu za rolę Anatola w Portrecie Sławomira Mrożka w Teatrze Wybrzeże w Gdańsku (1988)
- Nagroda Wojewody Gdańskiego za rolę w sztuce Mein Kampf Taboriego (1991)
- Nagroda Wojewody Gdańskiego z okazji Międzynarodowego Dnia Teatru (1995)
- Nagroda Wojewody Gdańskiego za rok 1995 za role w Wilkach Singera – Osieckiej oraz w Coś w rodzaju miłości Millera (1996)
- „Sopocka Muza” – nagroda Prezydenta Miasta Sopotu (1997)
- Nagroda Wydawnictwa Tower Press za całokształt pracy scenicznej ze szczególnym uwzględnieniem ról szekspirowskich, a ostatnio za rolę Klaudiusza w Hamlecie w Teatrze Wybrzeże w Gdańsku na Festiwalu Szekspirowskim w Gdańsku (1997)
- Pomorska Nagroda Artystyczna w dziedzinie aktorstwa (1998)
- Nagroda Teatralna Marszałka Województwa Pomorskiego (1999, 2003)
- Grand Prix Geras na 41. Międzynarodowych Wrocławskich Spotkaniach Teatrów Jednego Aktora we Wrocławiu za spektakl „Fal/Staff” (2007)
- Nagroda Prezydenta Miasta Gdańska w Dziedzinie Kultury z okazji jubileuszu 40-lecia pracy artystycznej (2008)[4]
- Nagroda Prezydenta Miasta Gdańska w Dziedzinie Kultury z okazji jubileuszu 45-lecia pracy artystycznej oraz Międzynarodowego Dnia Teatru (2014)[4]
- Nagroda Prezydenta Wrocławia oraz Nagroda Ośrodka Kultury i Sztuki we Wrocławiu na 49. Międzynarodowych Wrocławskich Spotkaniach Teatrów Jednego Aktora WROSTJA (2015)